# Campeonato Mundial de Ciclismo en Ruta de 1932
El campeonato del mundo de ciclismo en ruta de 1932 se celebró en la localidad italiana de Roma el 31 de agosto de 1932.

## Resultados
| Evento                     | Oro              | Oro                          | Plata             | Plata | Bronce                    | Bronce   |
| -------------------------- | ---------------- | ---------------------------- | ----------------- | ----- | ------------------------- | -------- |
| Pruebas masculinas         |                  |                              |                   |       |                           |          |
| Hombres - carrera en línea | Alfredo Binda    | 7h 01' 28" Media 29,340 km/h | Remo Bertoni      | + 15" | Nicolas Frantz Luxemburgo | + 4' 52" |
| Amateur - carrera en línea | Giuseppe Martano | 4h 32' 52"                   | Paul Egli · Suiza | m.t.  | Paul Chocque Francia      | m.t.     |